# Why? (Britse band)
Why? was een Engelse christelijke folkband, voornamelijk actief in de jaren 1990. De band kwam oorspronkelijk uit Zuidwest-Engeland. Hoewel ze buiten hun genre weinig bekend waren, waren ze dat vooral in de late jaren negentig wel daarbinnen, vooral in het Verenigd Koninkrijk en Duitsland. De band speelde vaak op christelijke evenementen zoals Spring Harvest, het Greenbelt Festival en het Flevofestival.

## Stijl
Energie en snelheid waren het voornaamste kenmerk van hun muziek. De akoestische gitaar vormde de basis, met pittige slagritmes. Verschillende akoestische instrumenten, waaronder mandoline, viool, fluit en harmonica kwamen ook in de meeste liedjes voor, al verschoof dit later meer naar keyboards en andere elektronische geluiden, vooral op het album "Happy". Hoewel ze eigenlijk een folkband waren, waren er ook jazz-, blues en andere invloeden. De teksten hadden veel humor, en christelijke thema's kwamen in veel liedjes voor. Andere terugkerende thema's waren vriendschap, nostalgie naar het verleden, en satire op het leven en de maatschappij.

## Leden
Ant Parker was de oprichter van de band en bleef de centrale persoon; hij was de belangrijkste zanger, gitarist en schrijver. Verder wisselden de leden veelvuldig. Nick Parker schreef ook teksten en speelde een belangrijke rol gedurende het bestaan van de band als mandolinespeler en zanger, maar niet op "Happy". Op de drum speelde eerst Mark Davis, later Andy Davis. Op de bas speelden onder anderen Seamus Herbert, James Cannock (beide nu in One Nation), Steve Barnard en John Mowforth (ook in Eden Burning, een andere populaire, iets eerdere christelijke folkband). Kitty Roberts en Ed Harnett speelden onder andere op viool. Jamie Hill speelde mandoline, zang en keyboards op "Happy". Ook andere musici (onder wie bandleden van Eden Burning) speelden soms mee.

## Discografie
- Rachel's Lovely Jumper (1990, Why Records)
- Yo Skipidy (1992, Why Records)
- Children Of Brixton (1992, Why Records)
- Nicely Hugged (1993, Why Records)
- Rachel Says Boo! (1994, Why Records)
- Giggle (1995, ICC Records)
- Jig At A Why? Gig Live '96 (1996, ICC Records)
- Pinnenstripensuitenwearenfoddergeburnenclippencloppen (1997, ICC Records)
- Why? Look back (1998, Alliance Records)
- Happy (1999, Alliance Records)

## Opheffing en latere projecten
De band hield feitelijk op te bestaan in hun bestaande vorm kort na hun laatste album. Maar na het overlijden in 2004 van de christelijke songwriter Sydney Carter nam Why? twee nummers op die verschenen op "Lord of the Dance", een verzamel-CD met werk van deze artiest. In 2002 bracht Ant Parker een bescheiden solo-opname uit, "Obligatory Windmills". Voormalige basgitarist Seamus Herbert speelt nu in de folkgroep Shaico.